# O Som que Te Faz Girar
O Som que Te Faz Girar é o álbum de estreia da banda de rock cristão Katsbarnea. Uma demo, o disco veio a representar a primeira formação da banda e parte do repertório que faria parte do primeiro disco em LP, lançado no ano seguinte.
Nos anos 2000, o disco recebeu uma versão remasterizada (série ouro). As canções "Extra" e "Viagem da Oração" são os destaques do disco, e se tornaram uns dos maiores sucessos da banda.
Em 2019, foi eleito o 33º melhor álbum da década de 1980 em lista publicada pelo portal Super Gospel.
| Críticas profissionais | Críticas profissionais |
| Avaliações da crítica  | Avaliações da crítica  |
| Fonte                  | Avaliação              |
| ---------------------- | ---------------------- |
| O Propagador           | [ 5 ]                  |

## Faixas
1. "Contato"
2. "Retrovisor"
3. "Grito de Katsbarnea"
4. "Etéreo"
5. "Viagem da Oração"
6. "Pacote Salvação"
7. "Extra"
8. "Corredor 18"
9. "Salve a tua Paz"
10. "Brisa"

## Ficha técnica
Banda
- Brother Simion - vocal, guitarra rítmica e harmônica
- Tchu Salomão - baixo e vocal em "Brisa"
- Fábio - bateria
- Paulinho Makuko - percussão e vocal em "Corredor 18"
- Marquinhos - saxofone
- André Mira - guitarra solo
- Cláudia Bastos - vocal de apoio
- Sandra Simões - vocal de apoio
- Patrícia - teclado